# Friedrich Franz von Braunschweig-Wolfenbüttel

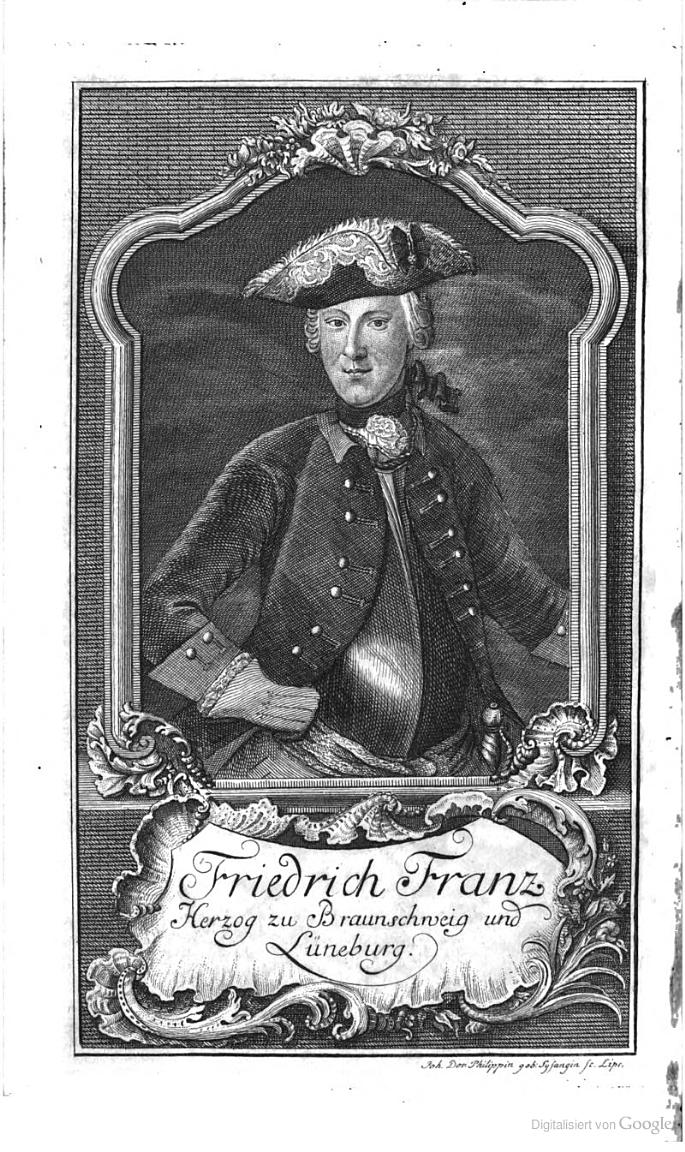
Friedrich Franz von Braunschweig-Wolfenbüttel (1732–1758)

Friedrich Franz Prinz von Braunschweig-Wolfenbüttel (* 8. Juni 1732; † 14. Oktober 1758 bei Hochkirch) war ein Prinz aus dem Haus der Welfen, Herzog zu Braunschweig und Lüneburg  sowie preußischer Generalmajor.

## Leben
Prinz Friedrich Franz wurde 1732 als achter und jüngster Sohn des Fürsten Ferdinand Albrecht II. von Braunschweig-Wolfenbüttel und der Antoinette Amalie von Braunschweig-Wolfenbüttel geboren. Er hatte insgesamt 14 Geschwister. Wie seine Brüder Ferdinand und Albrecht trat er früh in preußische Dienste und zeichnete sich im Siebenjährigen Krieg aus. Er fiel mit 26 Jahren in der Schlacht bei Hochkirch als Generalmajor und Kommandeur eines Infanterieregiments. Er wurde im Braunschweiger Dom beigesetzt.